# Cutervo (provincie)
Cutervo is een provincie in de regio Cajamarca in Peru. De provincie heeft een oppervlakte van 3.028 km² en telt 140.633 inwoners (2015). De hoofdplaats van de provincie is het district Cutervo.
In deze provincia ligt het Nationaal park Cutervo, 82 km² groot

## Bestuurlijke indeling
De provincie Cutervo is verdeeld in vijftien districten, UBIGEO tussen haakjes:
- (060602) Callayuc
- (060603) Choros
- (060604) Cujillo
- (060601) Cutervo, hoofdplaats van de provincie
- (060605) La Ramada
- (060606) Pimpingos
- (060607) Querocotillo
- (060608) San Andrés de Cutervo
- (060609) San Juan de Cutervo
- (060610) San Luis de Lucma
- (060611) Santa Cruz
- (060612) Santo Domingo de la Capilla
- (060613) Santo Tomás
- (060614) Socota
- (060615) Toribio Casanova

Cajabamba · Cajamarca · Celendín · Chota · Contumazá · Cutervo · Hualgayoc · Jaén · San Ignacio · San Marcos · San Miguel · San Pablo · Santa Cruz